# Кір'ят-Ям
Кір'ят-Ям (івр. קִרְיַת יָם‬, букв. Морське місто; араб. كريات يام) — місто в Ізраїлі, засноване у 1941 році. Розташоване в районі затоки Хайфа у 12 км на північ від однойменного міста і має площу у 4 339 дунамів (4.339 км2). Є частиною агломерації Крайот.
Кір'ят-Ям знаходиться на узбережжі Середземного моря між містом Кір'ят-Хаїм та промисловим районом Цур-Шалом на схід від міста Кір'ят-Моцкін. Населення Кір'ят-Яму у 2017 році складало 39,710 осіб. На півночі міста також знаходиться база Збройних сил Ізраїлю.
Мером міста є Давид Евен-Цур.

## Історія

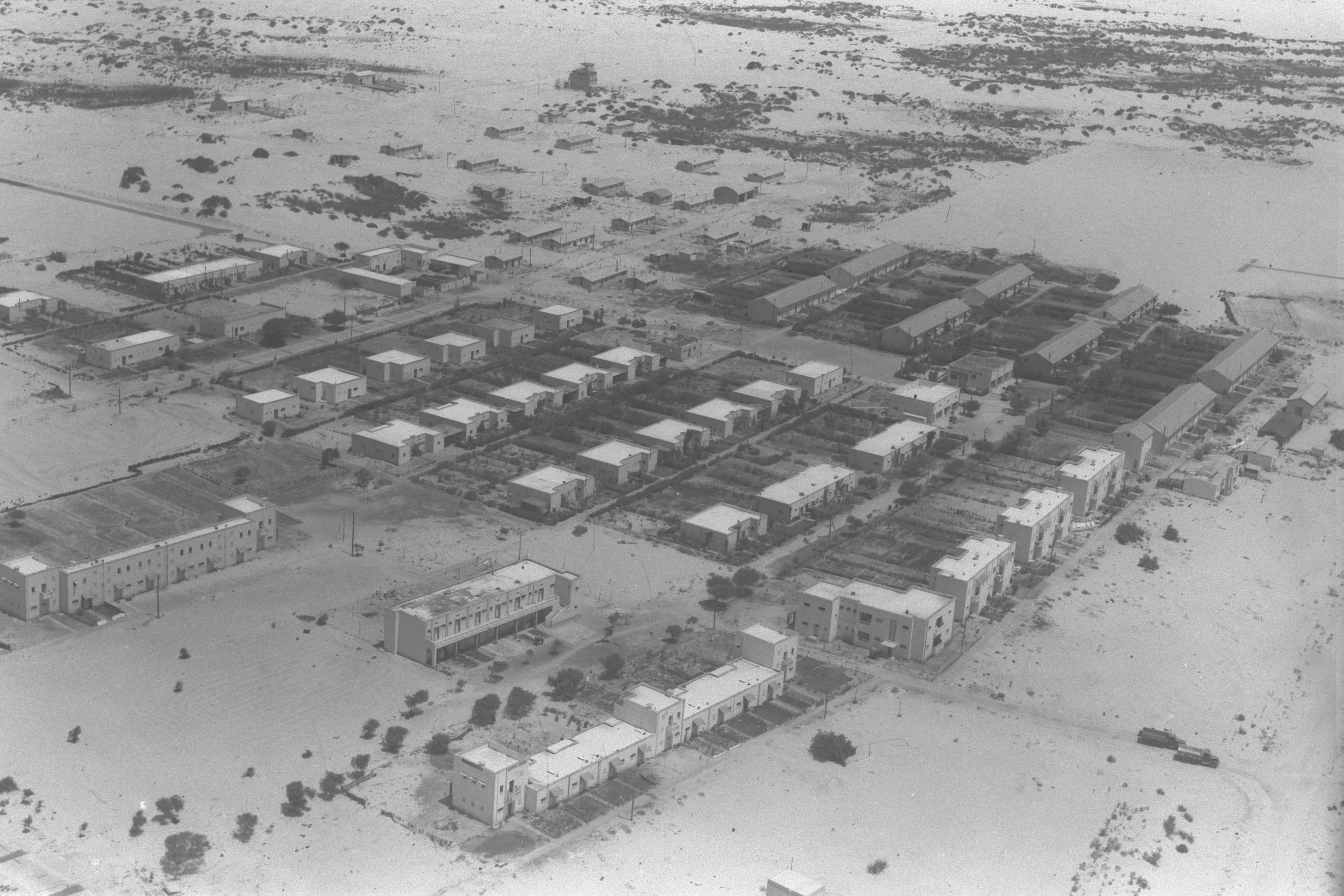
Кір'ят-Ям у 1949 році

Велику ділянку землі на березі Хайфської затоки було придбано у родини Сурсоків з Бейрута Американською сіоністською співдружністю у 1925 році. У 1928 році корпорація Bayside Land — спільне підприємство Палестинської економічної корпорації та Єврейського національного фонду — придбала 2400 дунамів житлової землі для спорудження нафтопроводу для Iraq Petroleum Company. Розвиток житлового району почалось у 1939 році, а перші будинки було збудовано у 1940. Основу населення міста, яке тоді називалося Гав-Ям, становили іммігранти з Європи. У 1945 році тут проживали 132 родини, що пережили Голокост. У 1946 році до них долучилися демобілізовані бійці британської Єврейської бригади.
У 1955 році Кір'ят-Ям отримав статус місцевої ради, а у 1976 — статус міста. У 1980-х рр. тут оселилися 2 тисячі іммігрантів з Ефіопії, а у 1990-х — близько 20 тисяч іммігрантів з країн колишнього СРСР.

## Населення

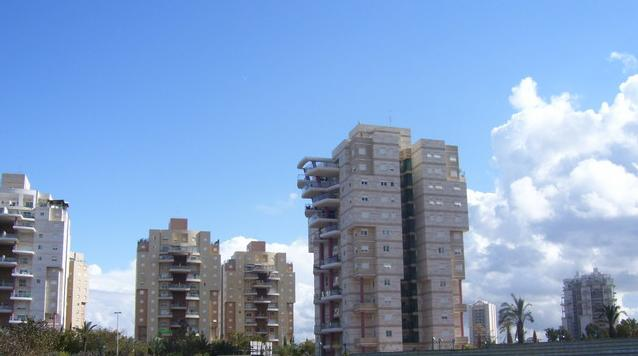
Район Псагот-Ям

За даними Центрального статистичного бюро Ізраїлю населення міста Кір'ят-Ям на початок 2016 року налічувало 39 273 особи.
У північній частині міста проживає велика кількість мігрантів з колишнього Радянського Союзу, Північної Африки та Ефіопії, тому тут за участі міського уряду та зокрема мера міста Шмуеля Сіссо було створено центри для репатріантів та споруджено нові житлові будинки. За соціально-економічною шкалою місто займає середню позицію.

## Школи
У місті є 15 підготовчих закладів, 8 початкових та 3 середні школи (школа Рабіна, Родмана і Левінсона відповідна), загальна кількість учнів у яких налічує 10 тисяч осіб.

## Арабо-ізраїльський конфлікт
Під час Лівансько-ізраїльського конфлікту в 2006 році Кір'ят-Ям був обстріляний ракетами Хезболли. Окрім людських втрат, місто зазнало численних збитків.
В лютому 2008 року один користувач Google Earth додав неправдиву примітку про те, що Кір'ят-Ям був збудований на руїнах покинутого арабського села Гхаваріна. Уряд Кір'ят-Яма подав в суд на Google за надання неправдивої інформації.

## Міський розвиток

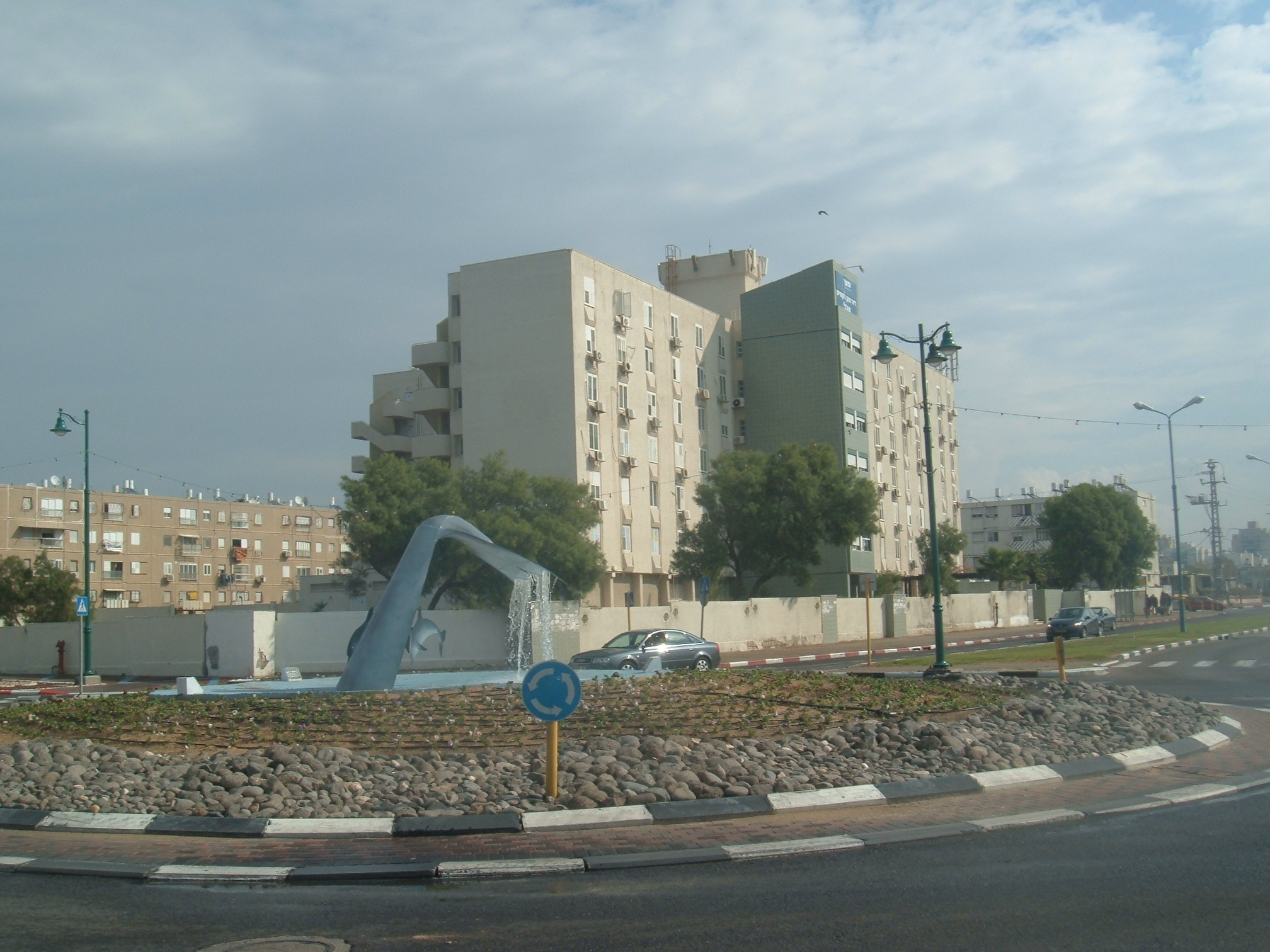
Вулиця Захаль у місті Кір'ят-Ям

Плани міського розвитку, спрямовані на модернізацію старого кварталу ГІмель, були заблоковані оборонною компанією Rafael Advanced Defense Systems, оскільки у межах мста розташований її основний завод з виробництва зброї.У 2009 році комітет з планування Хайфського округу схвалив висотне будівництво для району та скасував заперечення компанії Rafael.

## Спорт
У місті є великий спортивний комплекс, який надає можливість займатися водними видами спорту. Зокрема тут тренувався чемпіон Олімпійських ігор 2004 року з віндсерфінгу Галь Фрідман.

## Райони міста
- Кір'ят-Ям (Далет) — разом з Альмогім
- Кір'ят-Ям (ГІмель) — збудований у 1950-х рр.
- Кір'ят-Ям (Бет)
- Кір'ят-Ям (Алеф)
- Савйоней-Ям
- Псагот-Ям та Бне-Бейтха

## Транспорт
Численні автошляхи сполучають місто Кір'ят-Ям з сусідніми містами Хайфою і Кір'ят-Моцкін, звідки можна виїхати на шосе 4 (Ерец – Рош-га-Нікра) та шосе 79 (Кір'ят-Бялік – Машхад).

## Міста-побратими

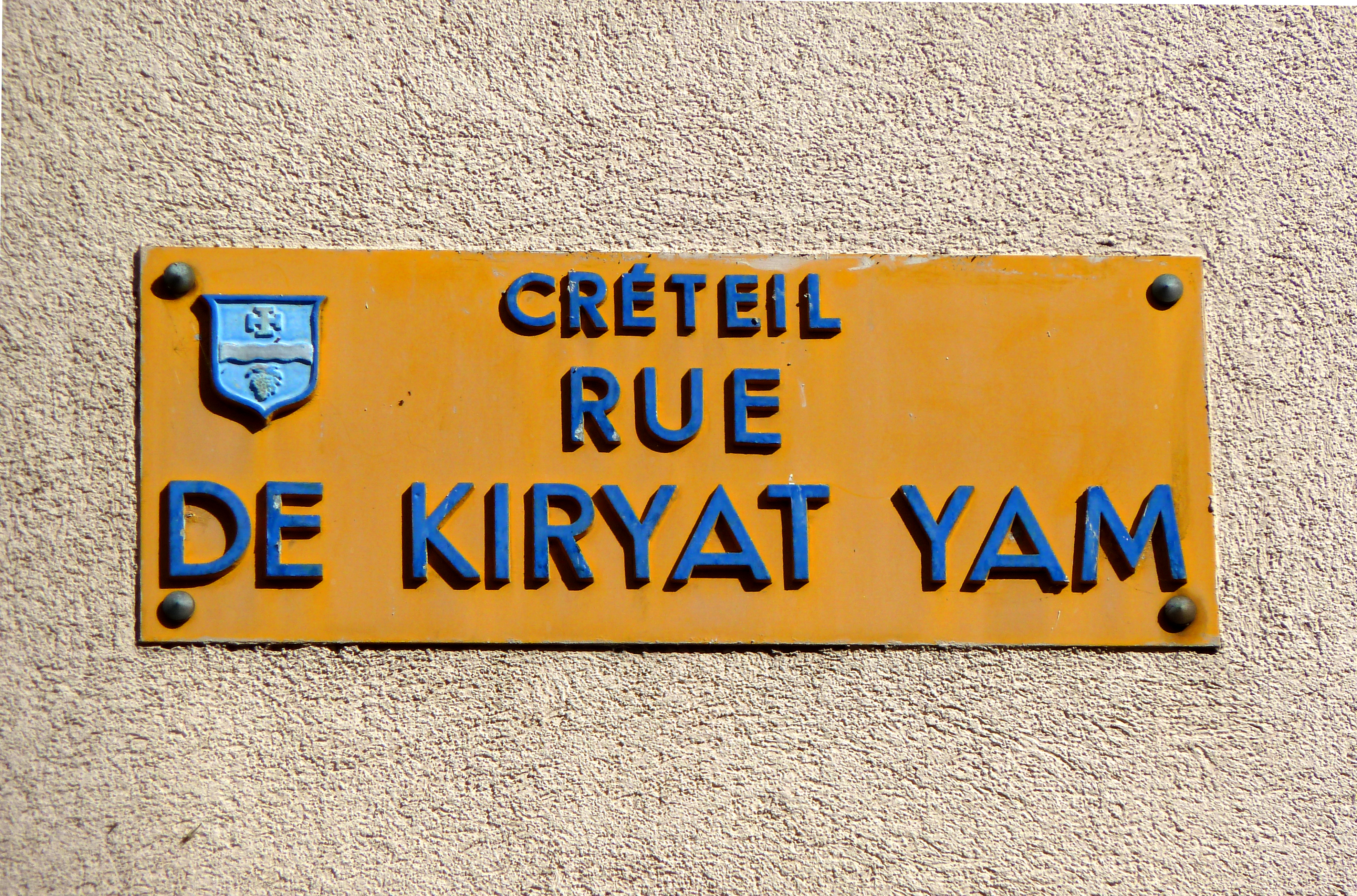
Вулиця Кір'ят-Ям у місті Кретей, Франція

- Кретей, Франція (з 1978 року)
- Фрідріксгайн-Кройцберг, Берлін, Німеччина
- Кисловодськ, Росія
- Мако, Угорщина[14]
- Поті, Грузія
- Мармарош-Сигіт, Румунія